# Quyền LGBT ở Angola
Quyền của người đồng tính nữ, đồng tính nam, song tính và chuyển giới ở Angola đã thấy một số cải thiện trong nửa đầu thế kỷ XXI.  Luật pháp của người Anh nghiêm cấm "các hành vi chống lại tự nhiên", mặc dù luật này hiếm khi được thi hành. Vào tháng 1 năm 2019, Quốc hội đã phê chuẩn một bộ luật hình sự mới, không vi phạm đồng ý hoạt động tình dục đồng giới. Nó đang chờ chữ ký của Tổng thống. Ngoài ra, kể từ năm 2015, phân biệt đối xử việc làm trên cơ sở xu hướng tình dục đã bị cấm.
Một số tổ chức phi chính phủ ở Ăng-gô-la, đang làm việc về giáo dục HIV/AIDS, đang bắt đầu làm việc với cộng đồng LGBT và không có báo cáo nào về người LGBT bị cảnh sát hoặc các nhóm cảnh sát đặc biệt nhắm đến để quấy rối. Ngoài ra, hai nhóm LGBT cụ thể hoạt động ở Angola.  Tuy nhiên, chỉ một trong những nhóm này đã nhận được sự công nhận chính thức và hợp pháp.

## Bảng tóm tắt
| Hoạt động tình dục đồng giới hợp pháp                                                                                       | (Kể từ năm 2019, chữ ký của tổng thống đang chờ xử lý)         |
| Độ tuổi đồng ý | (Kể từ năm 2019, chữ ký của tổng thống đang chờ xử lý)         |
| Luật chống phân biệt đối xử chỉ trong việc làm                                                                              | (Từ năm 2015)                                                  |
| Luật chống phân biệt đối xử trong việc cung cấp hàng hóa và dịch vụ                                                         | (Kể từ năm 2019, chữ ký của tổng thống đang chờ xử lý)         |
| Luật chống phân biệt đối xử trong tất cả các lĩnh vực khác (Bao gồm phân biệt đối xử gián tiếp, ngôn từ kích động thù địch) | (Kể từ năm 2019, chữ ký của tổng thống đang chờ xử lý)         |
| Luật tội ác căm thù bao gồm xu hướng tình dục                                                                               | (Kể từ năm 2019, chữ ký của tổng thống đang chờ xử lý)         |
| Hôn nhân đồng giới | No                                                             |
| Công nhận các cặp đồng giới                                                                                                 | No                                                             |
| Nhận nuôi bởi những người độc thân bất kể xu hướng tình dục                                                                 | Yes                                                            |
| Con nuôi của các cặp vợ chồng đồng giới                                                                                     | No                                                             |
| Con nuôi chung của các cặp đồng giới                                                                                        | No                                                             |
| Người LGBT được phép phục vụ công khai trong quân đội                                                                       |                                                                |
| Quyền thay đổi giới tính hợp pháp                                                                                           | (Có thể thay đổi giới tính theo Código do Registro Civil 2015) |
| Truy cập IVF cho đồng tính nữ                                                                                               | No                                                             |
| Mang thai hộ thương mại cho các cặp đồng tính nam                                                                           | No                                                             |
| NHQN được phép hiến máu | No                                                             |